# António Vilar
António Vilar Justiniano dos Santos Júnior (* 31. Oktober 1912 in Lissabon; † 16. August 1995 in Madrid) war ein portugiesischer Schauspieler.

## Leben
Vilar spielte Amateurtheater und hatte Radioerfahrung, als er 1930 von Leitão de Barros im ersten portugiesischen Tonfilm, A Severa, besetzt wurde.
In den 1940er Jahren wurde er, nach seinem Durchbruch als Gitarrist Carlos Bonito in O Pátio das Cantigas (1942, R: Ribeirinho), zu einem der bedeutendsten Herzensbrecher der Kinoleinwände seines Heimatlandes.
Vier Jahre später zog er nach Spanien, wo die Filmindustrie größeren Erfolg versprach, und wurde mit zahlreichen Rollen für das europäische, insbesondere iberische, Genrekino zu einem gefragten Darsteller eleganter Herren und erfolgreicher, wenn auch manchmal zwielichtiger Geschäftsleute.
Nach seinem letzten Film 1978, Estimado Señor Juez, widmete er sich seinem Wunschprojekt. Da sowohl Portugal als auch Spanien finanzielle Unterstützung versagten, blieb ein geplanter Film über Ferdinand Magellan unrealisiert.
2004 wurde eine Straße eines Neubauviertels in der Lissabonner Stadtgemeinde Ameixoeira nach António Vilar benannt.

## Filmografie (Auswahl)
- 1931: A Severa
- 1942: O Pátio das Cantigas
- 1943: Amor de Perdição
- 1944: Königliche Blutrache (Inês de Castro)
- 1945: A Vizinha do Lado
- 1946: Luiz Vaz de Camões
- 1948: Mare Nostrum
- 1950: Don Juan
- 1952: Judas… ein Mensch unserer Tage! (El Judas)
- 1952: Wir brauchen einen Mann (Le Désir et l’Amour)
- 1954: Die Kurtisane von Santiago (La quintrala)
- 1955: Blutrache auf Korsika (LOs hermanos corsos)
- 1956: Gefangen in der Hölle (Embajadores en el infierno)
- 1959: Der Weg des Herrn (El redentor)
- 1959: Ein Weib wie der Satan (La Femme et le pantin)
- 1963: Sheherazade – Der goldene Löwe von Bagdad (Shéhérazade)
- 1966: Sechs Pistolen jagen Professor Z (Comando de asesinos)
- 1970: Sartana – noch warm und schon Sand drauf (Buon funerale amigos… paga Sartana)
- 1981: Panik im Casino (Asalto al casino)